# Ander Vidorreta
Ander Vidorreta Larrumbe (Soria, 12 de julio de 1997), más conocido como Vidorreta, es un futbolista español que juega de centrocampista en el Real Unión Club de la Primera División RFEF.

## Trayectoria
Ander Vidorreta comenzó su carrera como futbolista en la cantera del Club Deportivo Numancia de Soria, debutando con el conjunto filial en Tercera División el 27 de agosto de 2016, en la victoria de su equipo por 7-0 ante la Sociedad Deportiva Almazán.
Durante la temporada 2019-20 le llega la oportunidad de jugar con el primer equipo, haciendo su debut como profesional en Segunda División, el 8 de diciembre de 2019, frente a la Unión Deportiva Las Palmas. La segunda vuelta del equipo fue desastrosa y acabó descendiendo de categoría por lo que quedó libre de contrato tal y como estaba estipulado.
Tras dejar el equipo de su localidad natal, se vincula con el club aragonés de la Segunda División B, de la Sociedad Deportiva Tarazona. Con el que completa la campaña 2020/21.
La siguiente temporada se hace oficial su fichaje por el Real Avilés C.F., que militará en la nueva liga de la Segunda División RFEF.
En julio de 2022, firma por el Club Deportivo Calahorra de la Primera División RFEF.
El 15 de julio de 2023, firma por el Real Unión Club de la Primera División RFEF.

## Clubes
| Club                        | País   | Año             |
| --------------------------- | ------ | --------------- |
| C. D. Numancia de Soria "B" | España | 2016-2019       |
| C. D. Numancia de Soria     | España | 2019-2020       |
| S. D. Tarazona              | España | 2020-2021       |
| Real Avilés C. F.           | España | 2021-2022       |
| CD Calahorra                | España | 2022-2023       |
| Real Unión Club             | España | 2023-Actualidad |